# Evangelische Kirche (Rodenbach)

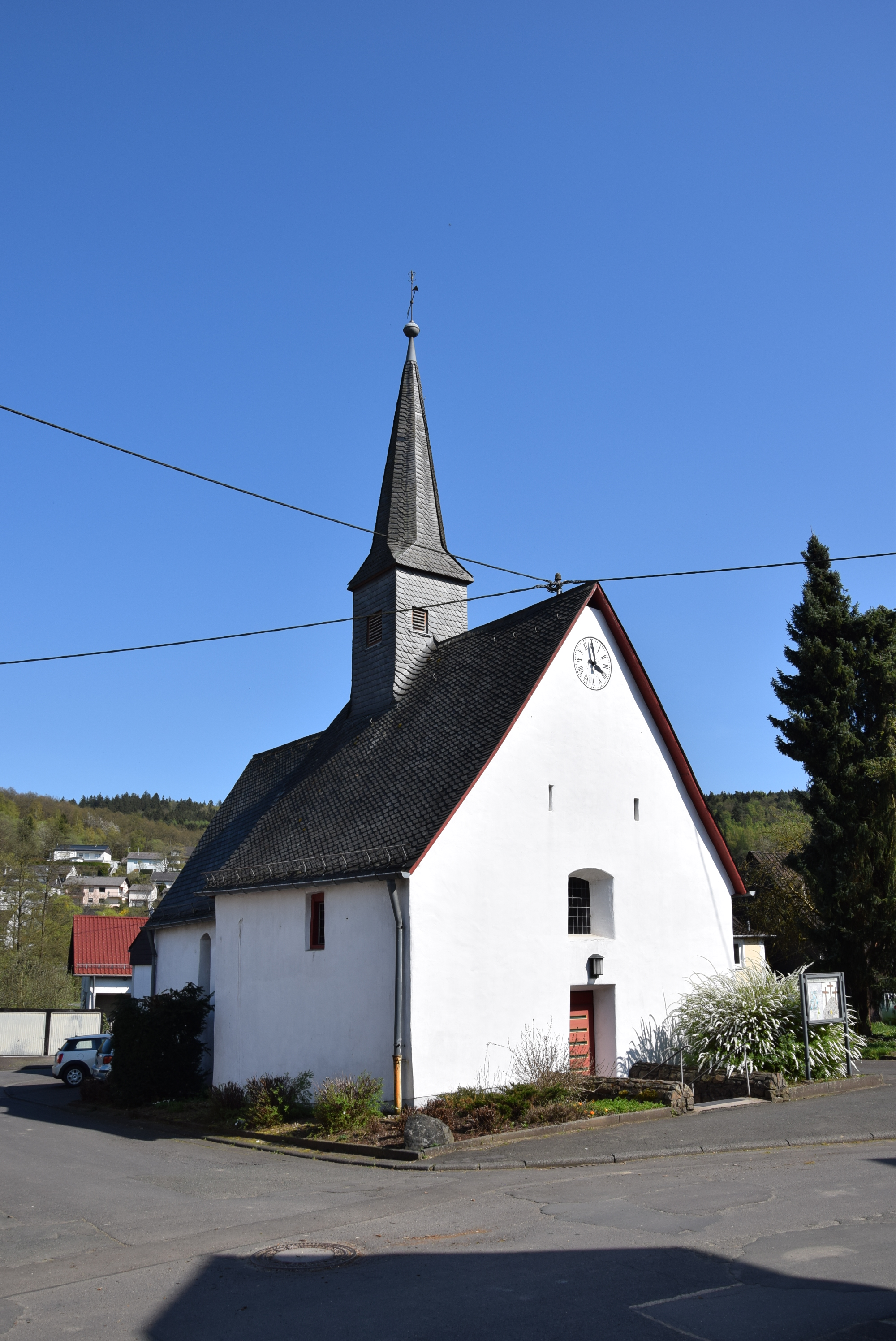
Evangelische Kirche (Rodenbach)

Die evangelische Kirche Rodenbach ist ein denkmalgeschütztes Kirchengebäude, das in Rodenbach steht, einem Stadtteil von Haiger im Lahn-Dill-Kreis (Hessen). Die Kirche gehört zur Kirchengemeinde Haiger im Dekanat an der Dill in der Propstei Nord-Nassau der Evangelischen Kirche in Hessen und Nassau.

## Beschreibung
Die kleine, noch mittelalterliche Saalkirche aus verputzten Bruchsteinen hat ein rechteckiges Kirchenschiff und einen etwas schmaleren, insgesamt quadratischen Chor. Die Schießscharten im Giebel weisen auf eine ehemalige Wehrkirche hin. Das Kirchenschiff und der Chor sind jeweils mit einem steilen Satteldach überdeckt. Über dem östlichen Teil des Satteldaches des Kirchenschiffs erhebt sich ein schiefergedeckter, quadratischer Dachreiter, der mit einem achtseitigen, spitzen Helm bedeckt ist. In ihm hängt eine Kirchenglocke, die Mitte des 15. Jahrhunderts von Johannes Brauweiler gegossen wurde. Der Innenraum hat eine L-förmige Empore auf hölzernen Säulen, die sich bis in den Chor hineinziehen.